# تشارلز إي. بيلكناب
تشارلز إي. بيلكناب هو سياسي أمريكي، ولد في 17 أكتوبر 1846، وتوفي في 16 يناير 1929 في غراند رابيدز في الولايات المتحدة. نشط حزبياً في الحزب الجمهوري. وقد انتخب عضو مجلس النواب الأمريكي ‏.